# Ration 5 en 1
La ration 5 en 1 était une ration militaire américaine distribuée de 1942 à la fin de la Seconde Guerre mondiale. Sa distribution prit fin avec la guerre, bien que les stocks restants furent donnés aux troupes après la guerre, ainsi que dans le cadre de programmes alimentaires civils outre-mer. La spécification de la ration 5 en 1 resta en vigueur après la guerre, et fut de nouveau utilisé en 1948 pour une nouvelle ration de combat.

## Développement, adoption et utilisation
La ration 5 en 1 fut mise au point en 1942 par le Laboratoire de recherche sur la subsistance du Corps de l’intendance de l'armée de terre américaine pour répondre à un besoin d'une ration de combat préemballée pour une utilisation par de petits groupes de combat motorisés. La ration 5 en 1 permit à de petits groupes de soldats ou de grands groupes divisés en plusieurs unités de cuisiner des repas sans avoir besoin d'ustensiles de cuisine complexes et de compétence culinaire. Un autre objectif était de fournir suffisamment de nourriture pour alimenter cinq hommes durant une journée. La Direction générale de subsistance du Corps de l’intendance de l'armée de terre américaine prévoyait initialement que les rations soient utilisées sans installation de cuisine, comme des trains sans voitures de cuisine, par de l'infanterie motorisée, des équipages de véhicules blindés, ou des artilleurs.
Contrairement à la ration de montagne ou à la ration de jungle, la ration 5 en 1 était une ration développée uniquement par le Laboratoire de recherche sur la subsistance. Les composants de la ration 5 en 1 étaient emballés ensemble ; les composants qui n’étaient pas conditionnés en boîte étaient placés dans un carton séparé suremballés dans un carton plus grand avec les produits en conserve. Les menus étaient placés dans la boîte en carton comme guide dans le choix des repas.
À la mi-1943, la ration était la ration de combat la plus réussie diffusée en Afrique du Nord. Au cours de la même année, la ration 10 en 1 fut développée pour la remplacer, car elle offrait un menu plus varié et une plus grande flexibilité dans les petites unités. L’approvisionnement extensif de la ration 5 en 1 prit fin la même année. Cependant, l'utilisation des stocks de 5 en 1 continua tout au long de la guerre, et la ration était encore distribuée à la fin des hostilités.
Bien que l'acquisition de la ration 5 en 1 ait pris fin avec la guerre, la spécification resta en vigueur et devint, après-guerre, la base d'une révision en 1948, en vertu de laquelle la nomenclature de la ration 5 en 1 fut rétablie.

## Contenu
La ration 5 en 1 contenait :
- Boissons
- Beurre à tartiner
- Viande en conserve (10 combinaisons de variétés)
- Pain en conserve ou de biscuits type V
- Ouvre-boîte
- Ruban adhésif de cellulose
- Céréales
- Fromage à tartiner
- Cigarettes
- Soupes déshydratées
- Confiture (cinq variétés)
- Lait en poudre
- Fruits
- Jus de fruits
- Bonbons
- Essuie-tout
- pudding (trois variétés)
- Savon
- Éponge
- Sucre
- Papier toilette
- Légumes (six variétés)
- Comprimés de purification d'eau